# Чужое поле
«Чужое поле» (англ. A Foreign Field) — кинофильм.

## Сюжет
Два британских пенсионера, Эймос и Сирил, участвовавшие в высадке союзников в Нормандии решили спустя 50 лет навестить могилы боевых товарищей, погибших в ходе этой операции. Там они встречают своего старого знакомого, американца Уолдо, который тоже воевал на Западном фронте. Сирил и Уолдо никогда не были друзьями, причина тому — женщина по имени Анжелика, в которую оба были влюблены 50 лет назад. Они решают её разыскать…

## В ролях
- Алек Гиннесс — Эймос
- Лео Маккерн — Сирил
- Эдвард Херрманн — Ральф
- Джон Рэндольф — Уолдо
- Джеральдин Чаплин — Беверли
- Лорен Бэколл — Лиза
- Жанна Моро — Анжелика